# Apalone ferox
Apalone ferox là một loài rùa trong họ Trionychidae. Loài này được Schneider mô tả khoa học đầu tiên năm 1783. Đây là loài bản địa của Đông Nam Hoa Kỳ.

## Phạm vi địa lý
Nó được tìm thấy chủ yếu ở bang Florida, nhưng nó cũng dao động với phần phía nam của South Carolina, Georgia và Alabama.

## Hình ảnh

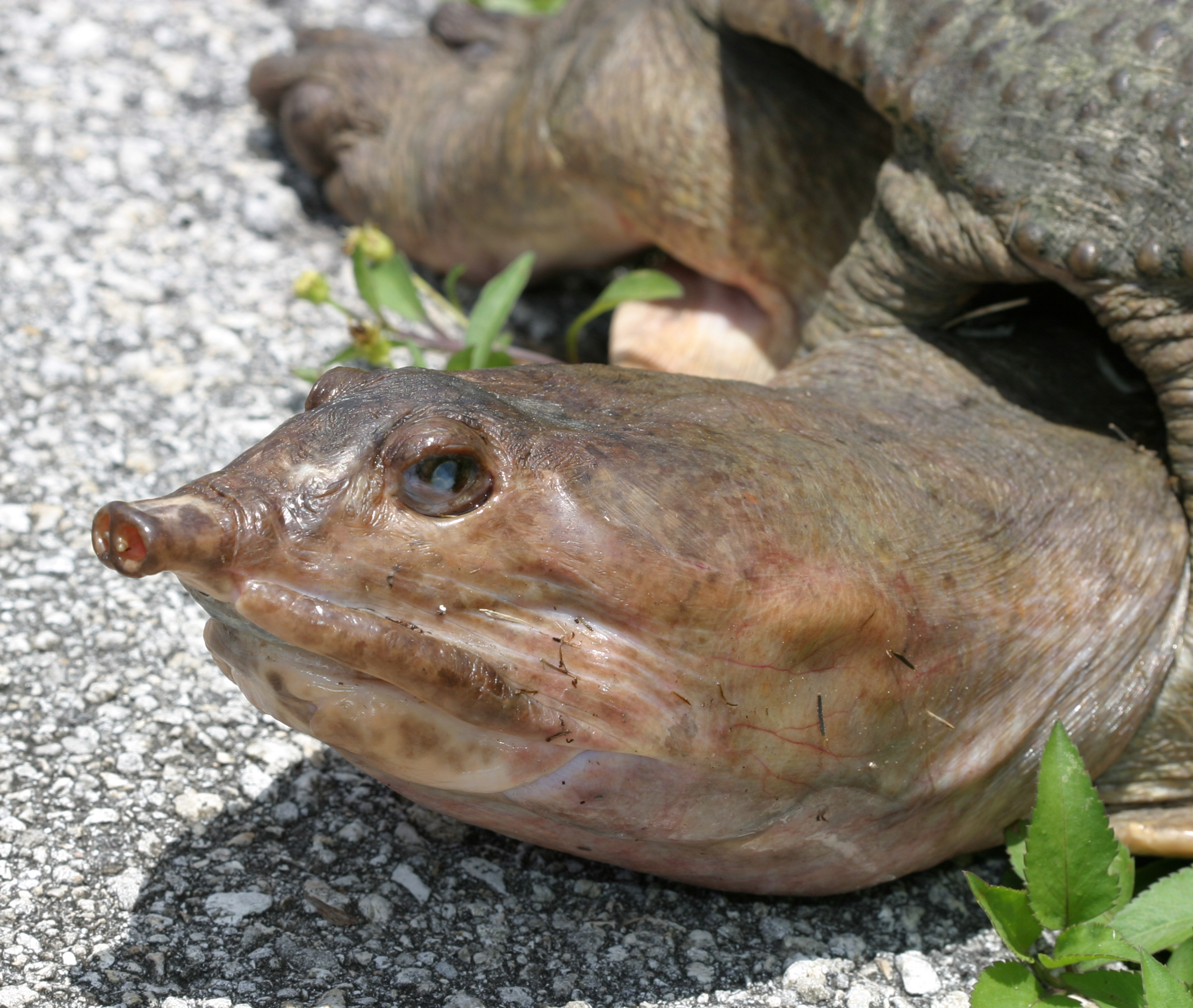
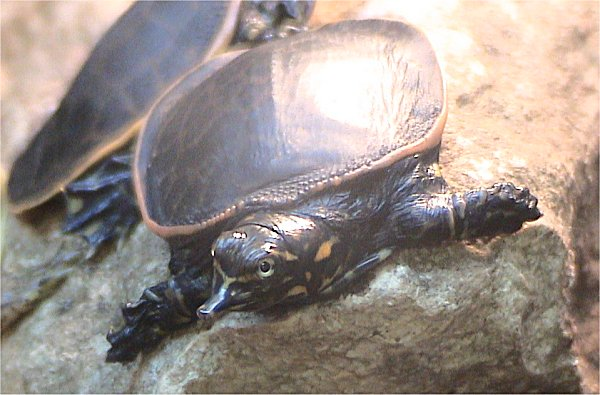
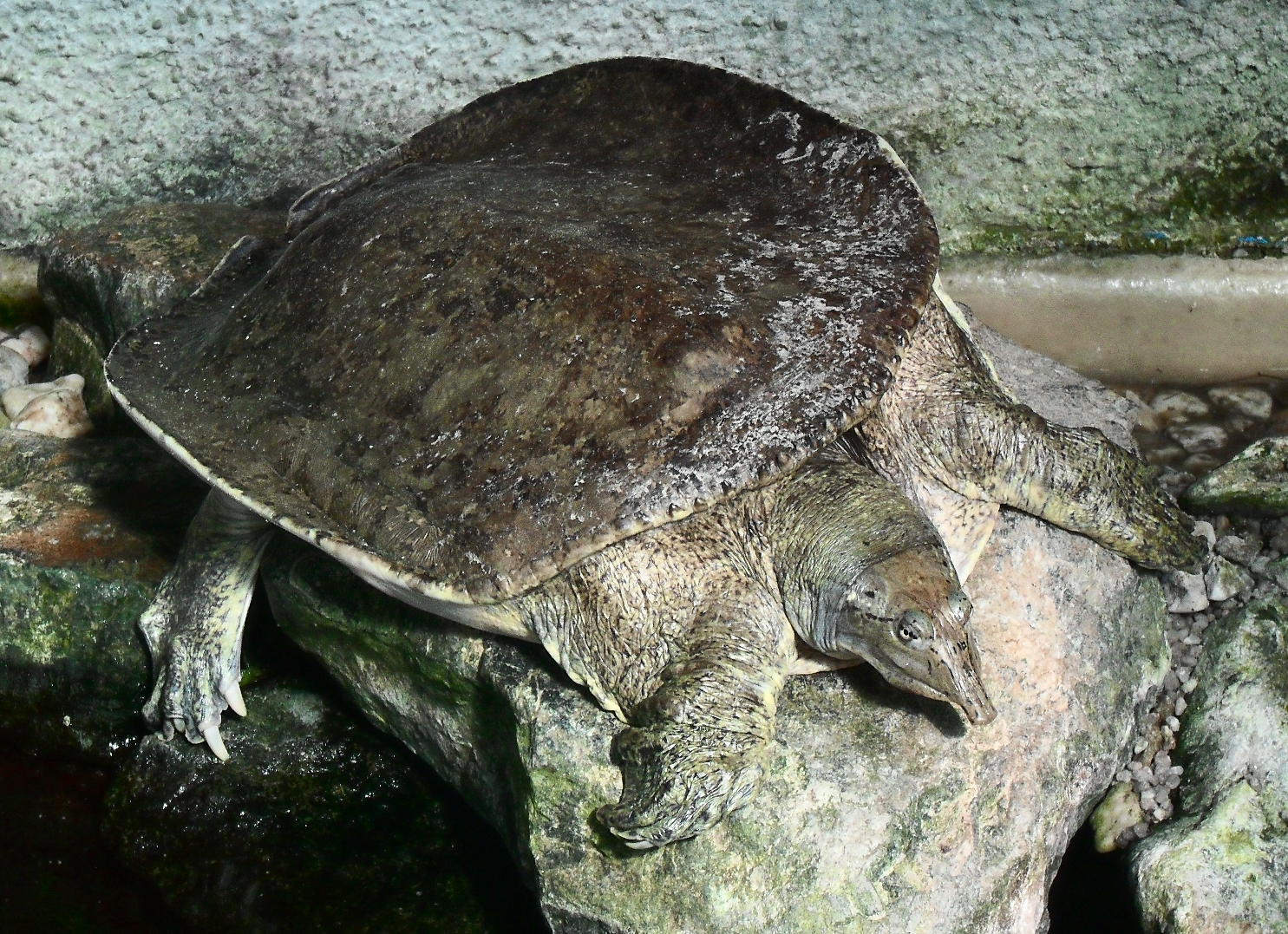
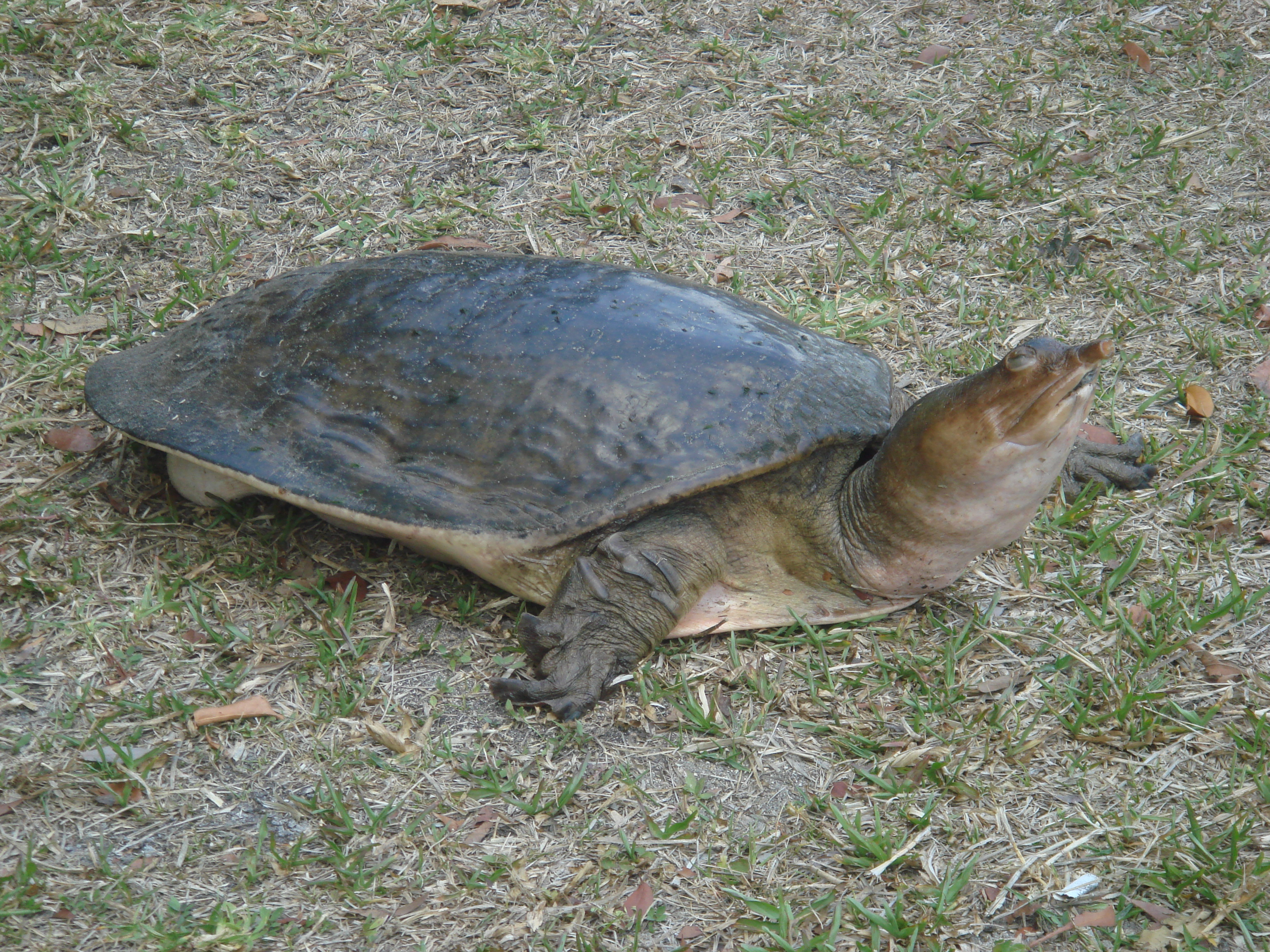
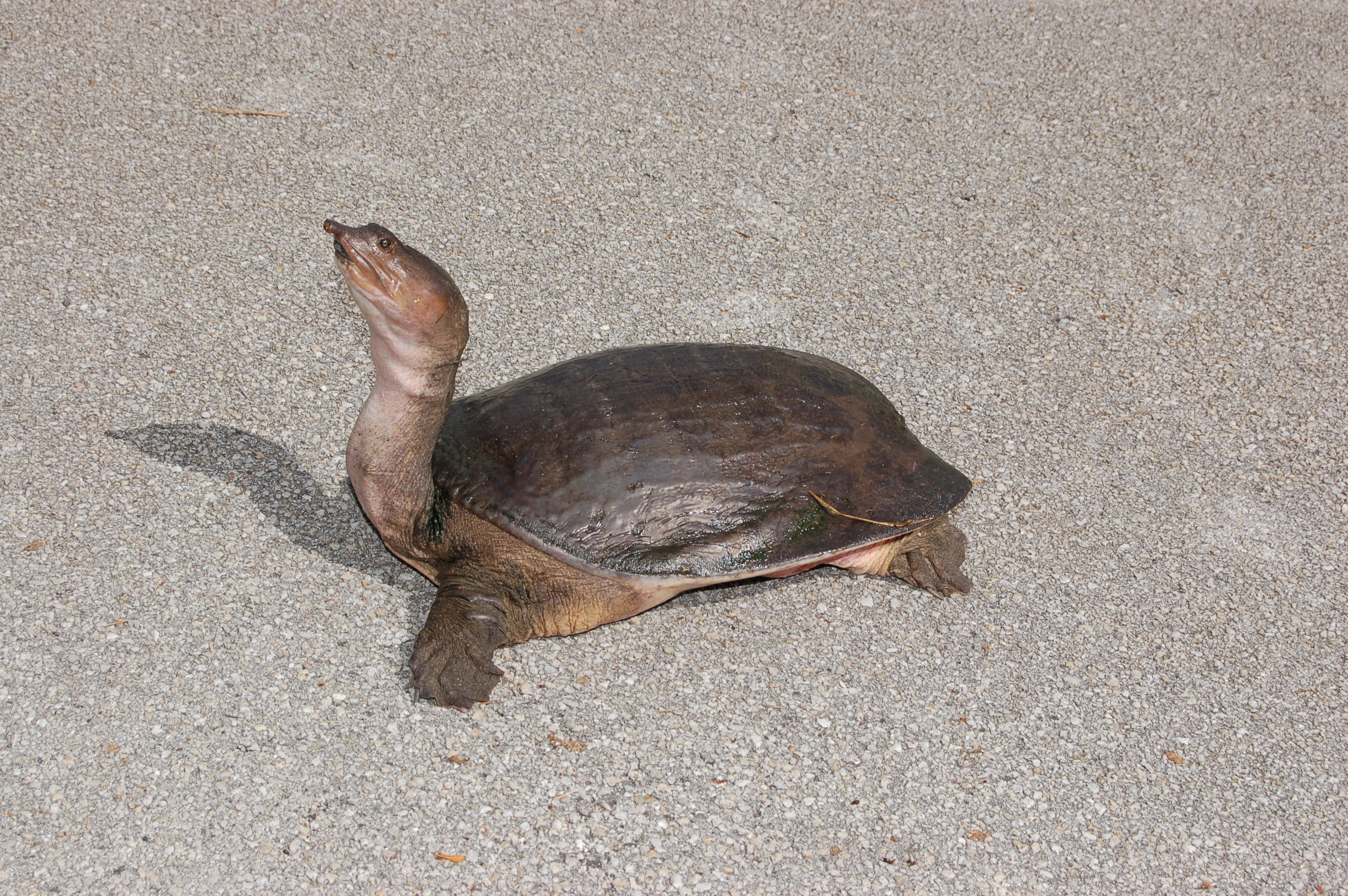